# Social House
Social House é uma dupla pop americana de Pittsburgh, Pensilvânia. A partir de 2019, a dupla lançou quatro singles.

## Prêmios e indicações
| Ano  | Prêmio                 | Categoria                                | Nomeação                      | Resultado | Ref.        |
| ---- | ---------------------- | ---------------------------------------- | ----------------------------- | --------- | ----------- |
| 2019 | MTV Video Music Awards | Melhor Música do Verão                   | Boyfriend (com Ariana Grande) | Venceu    | [ 4 ]       |
| 2020 | Grammy Awards          | Gravação do ano                          | 7 Rings                       | Indicado  | [ 5 ] [ 6 ] |
| 2020 | Grammy Awards          | Melhor desempenho de pop em duo ou grupo | Boyfriend (com Ariana Grande) | Indicado  | [ 5 ] [ 6 ] |

## História
Michael "Mikey" Foster e Charles "Scootie" Anderson formaram a Casa Social depois de se mudarem para Los Angeles de Pittsburgh. Eles trabalharam no mesmo estúdio de produção e nomearam-se após a rede WiFi da casa em que viviam. Eles começaram escrevendo e produzindo músicas para outros artistas, incluindo Ariana Grande,Meghan Trainor, Jennifer Lopez, Chris Brown, Steve Malcolm e NCT 127. Depois de suas carreiras individuais começaram a desacelerar a dupla foi incentivada com sucesso por seus pares para colaborar em um novo projeto de música. Em 2018, a Social House assinou uma joint venture entre as marcas Scooter Braun, TBHits e Interscope Records. Social House lançou seu primeiro single "Magic in the Hamptons" com o rapper Lil Yachty em 8 de junho de 2018. Escrito sobre The Hamptons, a música teve mais de setenta milhões de transmissões no Spotify. Em 28 de setembro de 2018, seu segundo single, intitulado "Higher", foi lançado. O Social House se juntou a Sweetener World Tour de Ariana Grande em 2019 como um ato de abertura e lançou "Boyfriend" com ela em agosto de 2019.

## Discografia
Extended plays
| Detalhes do álbum | Melhores posições nas tabelas | Melhores posições nas tabelas |
| Detalhes do álbum | EUA                           | CAN                           |
| --- | ----------------------------- | ----------------------------- |
| Everything Changed... - Lançamento: 9 de agosto de 2019 - Gravadora: School Boy, Republic - Formatos: - Download digital - streaming | 56                            | 33                            |
| "—" denota um lançamento que não foi ocorreu no território ou não conseguiu entrar na tabela musical do país.                        |                               |                               |

Singles
| Título                                   | Ano  | Posições | Posições | Posições | Posições | Posições | Posições | Posições | Posições | Posições | Álbum                 |
| Título                                   | Ano  | US       | AUS      | CAN      | GER      | IRE      | NOR      | NZ       | SWE      | UK       | Álbum                 |
| ---------------------------------------- | ---- | -------- | -------- | -------- | -------- | -------- | -------- | -------- | -------- | -------- | --------------------- |
| "Magic in the Hamptons" (Com Lil Yachty) | 2018 | —        | —        | 91       | —        | —        | —        | —        | —        | —        | —                     |
| "Higher"                                 | 2018 | —        | —        | —        | —        | —        | —        | —        | —        | —        | —                     |
| "Haunt You"                              | 2019 | —        | —        | —        | —        | —        | —        | —        | —        | —        | Everything Changed... |
| "Boyfriend" (Com Ariana Grande)          | 2019 | 8        | 4        | 5        | 23       | 3        | 16       | 4        | 18       | 4        | Everything Changed... |